# Chesapeake Bay

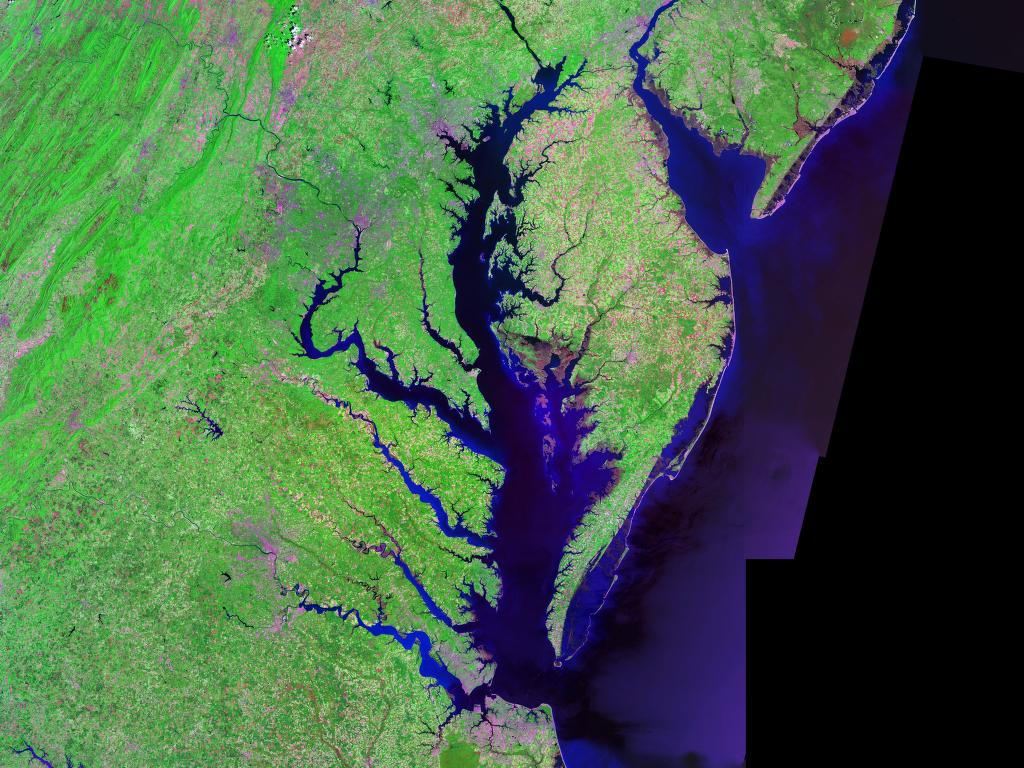
Satellitbild över Chesapeake Bay

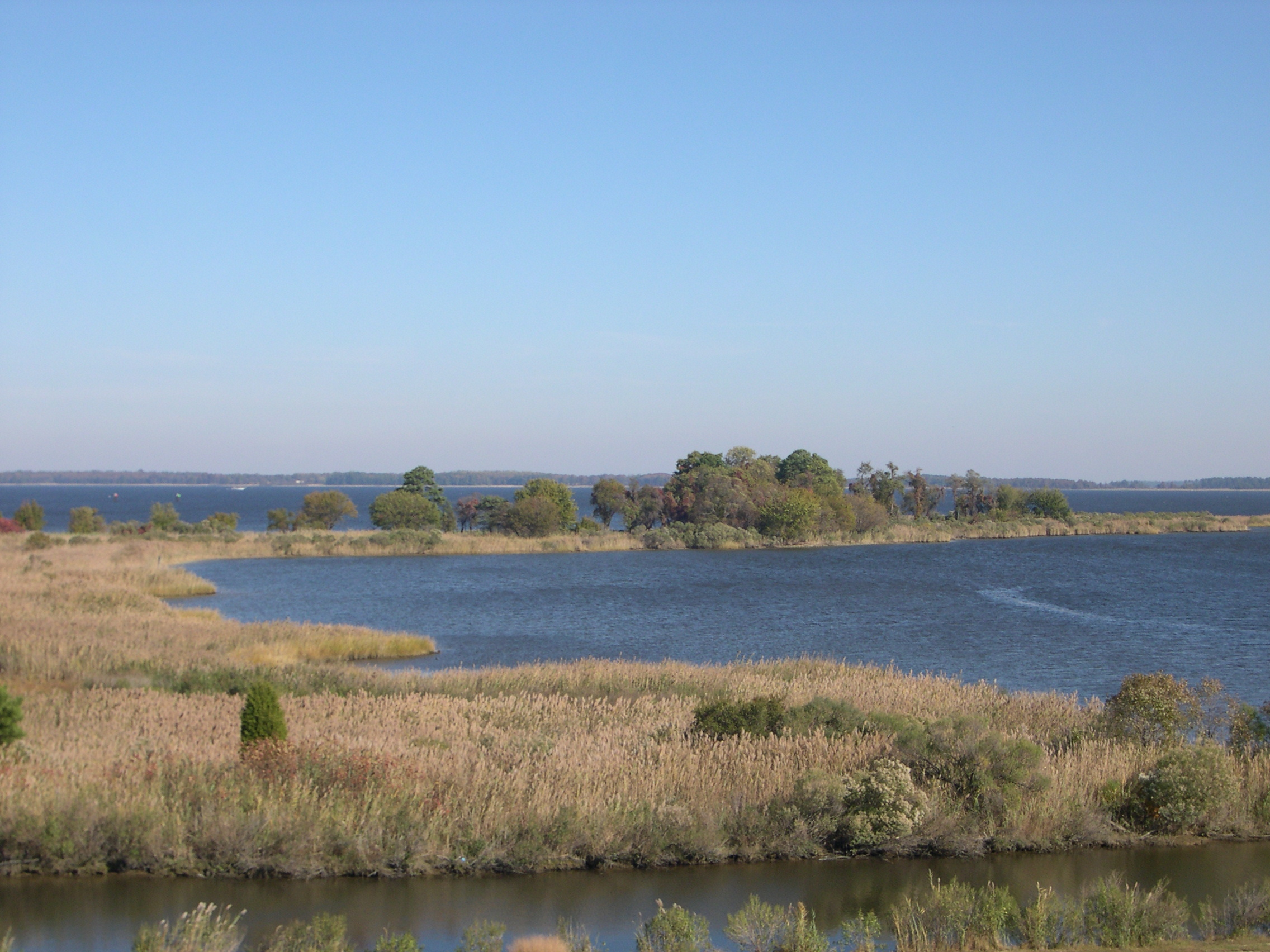
Chesapeake Bay

Chesapeake Bay är det största estuariet i USA. Det ligger i anslutning till Atlanten och omges av Maryland och Virginia. Chesapeake Bays avrinningsområde omfattar större delen av District of Columbia, samt delar av sex olika delstater, New York, Pennsylvania, Delaware, Maryland, Virginia och West Virginia. Över 150 floder och åar mynnar ut i bukten.
Chesapeake Bay är omkring 300 kilometer lång, men kan korsas genom två broar, en i Maryland och en i Virginia.
Chesapeake Bay var tidigare känd för en ovanligt riklig tillgång på skaldjur som krabbor, musslor och ostron. Fiske är fortfarande en viktig näring i området, men fångsterna har minskat. Hundrasen Chesapeake bay retriever är namngiven efter området.